# Hellê Vellozo Fernandes
Hellê Vellozo Fernandes (Curitiba, 13 de outubro de 1925 - Curitiba, 27 de novembro de 2008) foi uma professora, jornalista e escritora brasileira.

## Biografia
Filha de Porthos Moraes de Castro Vellozo com Prudência Araújo Moritz Vellozo (Hellê era neta de Dario Velloso), cursou o primário e secundário (Ginásio Paranaense, atual Colégio Estadual do Paraná) em Curitiba e graduou-se em Letras e Jornalismo pela Universidade Federal do Paraná. Foi casada com o médico Paulo Rios Fernandes com quem teve dois filhos: Moema e Paulo Geraldo Vellozo Fernandes.
Trabalhou em vários jornais e revista, entre eles: Diário do Paraná, Gazeta do Povo, Diário da Tarde e foi assessora de imprensa da Reitoria da UFPR e professora nos cursos de Letras e Jornalismo. Também escreveu e produziu programas educacionais para rádios e televisões.
Foi secretária-executiva da Comissão Paranaense de Folclore, bem como, membro da Ala Feminina da Casa Juvenal Galeno, sócia fundadora da Associactión Mundial de Mujeres Peridistas e Escritoras (Associação Mundial de Mulheres Jornalistas e Escritoras - sediada no México), fundadora da Associação de Jornalistas e Escritoras Brasileiras (presidiu a instituição entre 1970/74 e 1985/89) e membro do Instituto Histórico, Geográfico e Etnográfico do Paraná.
Como escritora, dedicou-se a crônica, ficção e a prosa, criando uma vasta lista de obras e desta maneira foi eleita para a Academia Paranaense de Letras, ocupando a Cadeira n° 37 desta instituição.

## Obras
- Camafeus (contos);
- Incompreensão (romance de 1952);
- Os Vergueiros (romance de 1958);
- A Outra Razão (novela de 1960);
- Pioneiros do Iguatemi (romance histórico de 1966);
- Nos Campos e nos Pinhais (crônica de 1970);
- Antologia Didática de Escritores Paranaenses;
- Monte Alegre, Cidade-Papel (história de 1973).